# Paul Bright (auteur)
Pour les articles homonymes, voir Paul Bright et Bright.
Paul Francis Bright (né le 19 mars 1949) est un écrivain anglais, principalement spécialisé dans les livres d'images et la poésie pour enfants. Ses histoires ont été présentées dans les programmes CBeebies de la BBC et Bookaboo de CITV. Il a également écrit des histoires pour la radio CBeebies et pour les sites web BBC Jam et BBC RaW, ainsi que des poèmes pour les programmes de lecture scolaire. Son livre d'images Quiet! , illustré par Guy Parker-Rees, a été sélectionné pour le Blue Peter Book Award en 2004 et I'm Not Going Out There !, illustré par Ben Cort, a remporté le Stockport Schools' Book Award en 2007. Crunch Munch Dinosaur Lunch, illustré par Michael Terry, a été sélectionné pour le Red House Book Award (2010). Son livre d'images le plus récent, The Hole Story, avec des illustrations de Bruce Ingman, a été sélectionné pour English 4-11 Picture Book Award 2017, décerné par l'Association anglaise. Il est l'un des quatre auteurs sélectionnés pour écrire de nouvelles histoires de Winnie l'ourson pour « Le meilleur ours du monde », une suite officielle des histoires classiques de Alan Alexander Milne, publiées en octobre 2016 pour célébrer les 90 ans de la publication de Winnie l'ourson,, Bright est apparu au Festival international du livre d'Édimbourg et au Wigtown Book Festival. Son nom figure régulièrement dans les listes des 500 auteurs les plus empruntés dans les bibliothèques publiques britanniques.

## Biographie
Paul est né à Welwyn Garden City, Hertfordshire le 19 mars 1949 et a fréquenté le lycée WGC. Il a étudié les sciences de l'ingénieur à l'Université de Reading et a ensuite obtenu une maîtrise en technologie des polymères de l'Université de Loughborough et un doctorat du Cranfield Institute of Technology.[réf. nécessaire] Il a travaillé pendant 35 ans dans les industries du plastique et de la chimie, au Royaume-Uni, en Suisse, aux Pays-Bas et en Espagne.[réf. nécessaire] L'écriture était un passe-temps pendant de nombreuses années. Il a développé ses compétences en participant à un certain nombre de cours d'écriture résidentiels organisés par la Fondation Arvon. Sa première nouvelle pour enfants est apparue dans une compilation « Time Watch » publiée par Orion Children's Books en 1997. Au cours des années suivantes, il publia de nombreux poèmes pour enfants dans des compilations publiées par Macmillan, Hodder, Oxford University Press et d'autres. Le premier livre d'images de Bright, Under the Bed, illustré par Ben Cort, a été publié en 2003 par Little Tiger Press. Il est représenté par l'agence Curtis Brown.
Il est marié, père de deux enfants et vit dans le Kent.[réf. nécessaire]